# 認定専攻科
認定専攻科（にんていせんこうか）は、短期大学および高等専門学校の専攻科のうち、学位授与機構が本科と併せて大学に相当する教育を行うものと認定したものである。
認定専攻科では、各短期大学・高等専門学校が教育を行い、申請を行った卒業者に対し独立行政法人大学改革支援・学位授与機構が試験および審査を行ったうえで合格者に対して学士の学位を授与する。